# Maurice Mimoun
Maurice Mimoun est un chirurgien et écrivain français, né le 13 avril 1955  à Constantine, spécialisé en chirurgie plastique, esthétique et reconstructrice, et dans le traitement des grands brûlés.

## Biographie
Maurice Mimoun naît en 1955 à Constantine.
En 1979, il est titularisé interne des Hôpitaux de Paris
En 1989, il est nommé professeur des universités – praticien hospitalier / professeur de médecine
En 1993, il devient à la fois, chef de service du centre des grands brûlés de l'hôpital Saint-Antoine et chef du service de chirurgie plastique, reconstructrice, esthétique de l'hôpital Rothschild. Par la fusion de ces deux services, il est devenu, lors de son inauguration par le ministre de la Santé Marisol Touraine le 7 juin 2012, chef du nouveau service de chirurgie plastique, reconstructrice, esthétique et de brûlologie de l'hôpital Saint-Louis de Paris.
Maurice Mimoun est président de la Société française d’étude et de traitement des brûlés, il est aussi responsable du DESC de chirurgie plastique, responsable du diplôme interuniversitaire « traitement des brûlures », membre d’une mission ministérielle pour la construction d’un centre de brûlés au Pakistan en 1998, et depuis les années 2000 membre du conseil d’administration de l’association Children’s Action, ONG pour l’aide aux enfants brûlés au Viêt Nam.
Maurice Mimoun est l'auteur de L’Impossible Limite. Carnets d'un chirurgien (1996), S’empêcher d’en faire trop (2004), Une vie plus une vie (2013)) roman recommandé par Milan Kundera, La mort peut attendre (2015) et de nombreuses communications scientifiques.
En 2013, il prend la direction du service de chirurgie plastique de Pontoise  
En septembre 2016, le service des grands brûlés de l’hôpital Saint-Louis qu'il dirige avec le professeur Alexandre Mebazaa réalise une première mondiale : une greffe de peau sur un homme brûlé sur quasi-totalité du corps, en prélevant des lambeaux de peau sur son frère jumeau homozygote.
Il est élu Héros de l'année 2016 par le journal Le Parisien.
En 2023, il est nommé chef du service de chirurgie plastique et brûlés de l'hôpital Armand Trousseau à l'Assistance Publique des Hopitaux de Paris

## Œuvre littéraire
Dans L'impossible limite, un premier ouvrage où se mêlent déjà tous les thèmes qui l’habitent, Maurice Mimoun dévoile par bribes son quotidien de chirurgien, mais aussi d’homme sensible et plus que tout attentif à la vie de l’autre. Dans ces pages, l’écrivain questionne et développe la notion de limite, entre le beau et le laid, le normal et le pathologique, le masculin et le féminin, et, surtout, entre la mort et la vie.
Les carnets du Vietnam plongent le lecteur au cœur d’une mission médicale aussi périlleuse qu’attendrissante. L’écriture de ce journal, chirurgicale et dénuée de toute effusion lyrique, donne à éprouver les difficultés et les écueils de ce que l’on appelle communément l’« humanitaire. » Page après page, on découvre aussi les problématiques morales du chirurgien, motivé par le principe de nécessité, et ayant à cœur de « reconstruire sans détruire ».
Dans La mort peut attendre, l’écrivain évoque la maladie et le décès de l’un de ses proches amis. Ecrit comme il «aurait entrepris le traitement d’un patient grave», à savoir « sans revenir », ce livre interroge les limites du soin, et la légitimité de l’euthanasie. Témoin poignant d’une situation délicate, Maurice Mimoun se confie sans détours sur les « oscillations, les craintes et les fluctuations » qu’il rencontre dans sa pratique chirurgicale. Au travers de récits bouleversants, comme celui d’un patient ayant contre toute-attente recouvré la vue, ou d’une dame âgée préférant une caresse à l’amputation, l’auteur construit ici un hymne à l’espoir. Tous les combats méritent d’être menés : voilà pourquoi la mort peut attendre.
En mars 2013, Maurice Mimoun publie un roman, Une vie plus une vie, où l’on découvre l’histoire compliquée qui unit trois personnages, dans la vie, la maladie et la mort. Véritable tour de force, ce roman a été non seulement salué par la critique, mais aussi par Milan Kundera, qui loue l’« exceptionnelle connaissance » de l’auteur, et parle du livre comme du « vrai roman »  d’un vrai romancier. »
Le dernier ouvrage de l’écrivain s’intitule Fils de. Dans ce livre foisonnant, l’auteur articule des souvenirs d’enfance à des réflexions sur la filiation, et rend un tendre hommage à son père. Inspiré par une phrase de Marina Tsvetaïeva, qui affirme qu’il ne faut écrire que les livres dont l’absence fait souffrir, Maurice Mimoun saisit son passé à bras le corps, et décrit, sans jamais parvenir à le dire avec assez de force, l’amour qu’il porte à son géniteur. C’est dans ce dernier écrit que l’on trouve l’une des phrases les plus représentatives du travail de Maurice Mimoun : « Ecrire, c’est à la fois lutter contre l’oubli et accepter l’oubli. »

## Distinctions et récompenses
- 1983 : Premier prix de la Société française de chirurgie plastique reconstructrice et esthétique[1]
- 2004 : Chevalier de la Légion d'honneur[4].
- 2015 : Prix de civisme et solidarité 2015. décerné par le comité français ONG/ONU à l'occasion du 70e anniversaire des Nations unies.
- 2016 : Héros de l'année par le journal Le Parisien